# Gilles Lipovetsky

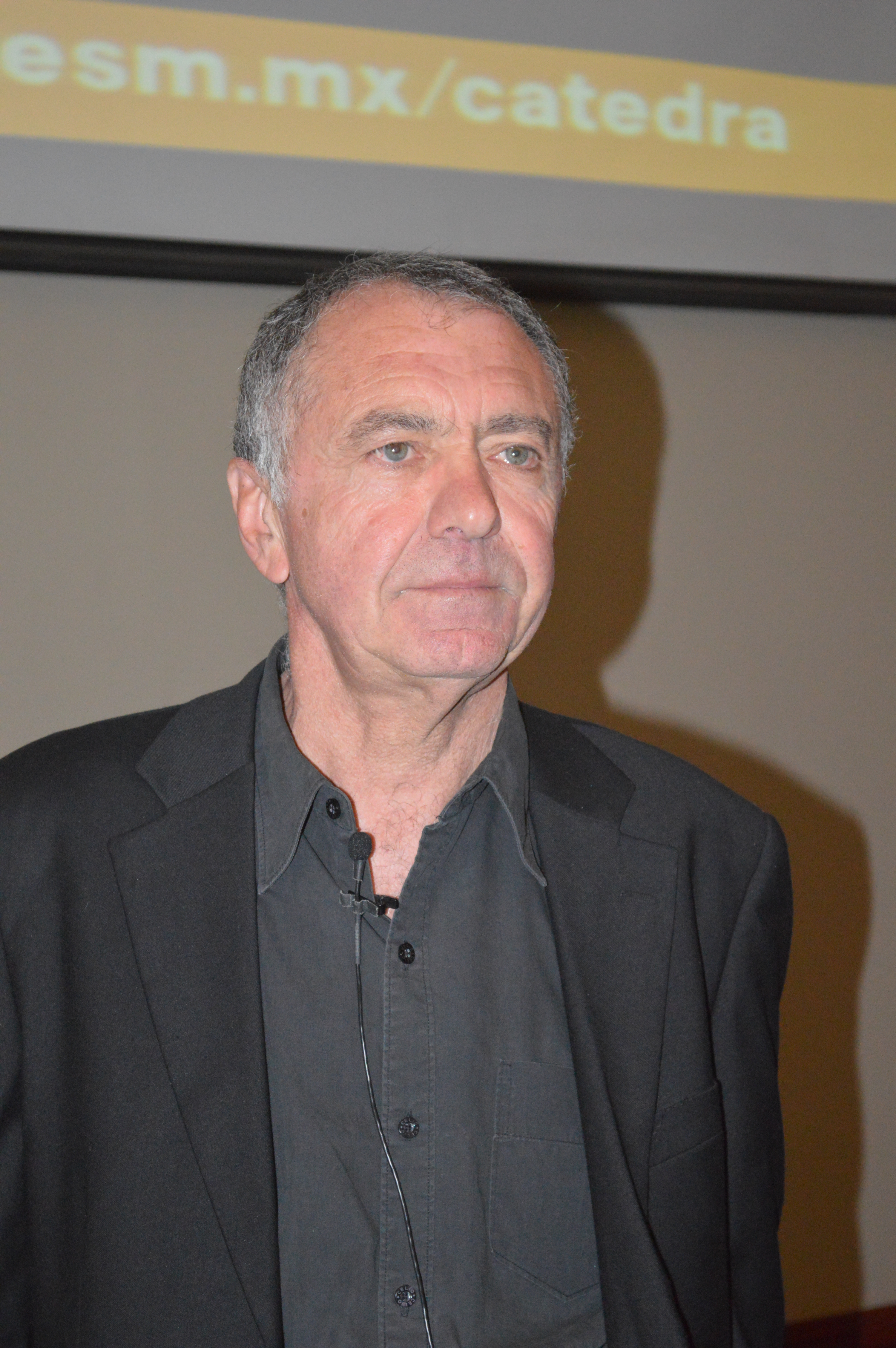

Gilles Lipovetsky (ur. 24 września 1944 w Millau) – francuski socjolog i filozof, badacz współczesnych przemian społecznych.
Jest twórcą teorii hipernowoczesności, która zakłada, że człowiek współczesny może swobodnie przebierać spośród ogólnie dostępnych poglądów, teorii i ideologii, i dopasowywać je wedle własnego gustu i uznania do swojego życia na tej samej zasadzie, na jakiej robi zakupy w hipermarkecie.

## Wybrane publikacje
- Era pustki (1989)
- Trzecia kobieta (1997)
- Czas hipermodernizmu (2004)